# Тарасівка (Берестинський район)
Тара́сівка —  село в Україні, в Берестинському районі Харківської області. Населення становить 220 осіб. Орган місцевого самоврядування — Лигівська сільська рада.
Після ліквідації Сахновщинського району 19 липня 2020 року село увійшло до Красноградського (Берестинського) району.

## Географія
Село Тарасівка примикає до села Червоний Степ і знаходиться на відстані 4 км від сіл Володимирівка і Плисове. Через село проходить автомобільна дорога Р79.

## Історія
- 1850 - дата заснування.
- В списках населених місць Харківської губернії 1859 року в хуторі Коломийців (Тарасівка) Зміївського повіту в 4 дворах проживало 22 жителя.

## Економіка
- Молочно-товарна ферма.

## Об'єкти соціальної сфери
- Школа.